# Lebohang
Lebohang is een plaats in de Zuid-Afrikaanse provincie Mpumalanga.
Lebohang telt ongeveer 32.000 inwoners.

## Subplaatsen
Het nationaal instituut voor de statistiek, Stats SA, deelt sinds de census 2011 deze hoofdplaats in in 17 zogenaamde subplaatsen (sub place), waarvan de grootste zijn:
Lebohang Ext 16 • Lebohang Ext 21 • Lebohang Ext 9.